# Maicol León
Maicol Andrés León Muñoz (Santiago, 9 de junio de 2003 es un futbolista profesional chileno que se desempeña como Volante y actualmente milita en Huachipato de la Primera División de Chile.

## Trayectoria
Producto de las divisiones inferiores de Palestino, club donde llegó a los 6 años de edad. Debutó como profesional en 2021, participando en partidos por el torneo de Primera División 2021, la Copa Chile y Copa Sudamericana del mismo año.
En febrero de 2022, firmó su primer contrato como profesional con Palestino, por tres temporadas.

## Selección nacional

### Selecciones menores
Ha sido citado como Sparring de la Selección de fútbol de Chile en las Clasificatorias para Catar 2022. En julio de 2022, León fue nominado por la Selección de fútbol sub-20 de Chile liderada por Patricio Ormazábal, en mira del Sudamericano de 2023, para afrontar dos partidos amistosos ante su símil de Perú.

### Participaciones en Sudamericanos
| Torneo                      | Sede     | Resultado    | Partidos | Goles |
| --------------------------- | -------- | ------------ | -------- | ----- |
| Sudamericano Sub-20 de 2023 | Colombia | Primera fase | 0        | 0     |

## Estadísticas
| Club               | Div.          | Temporada     | Liga  | Liga  | Copas nacionales | Copas nacionales | Torneos internacionales | Torneos internacionales | Total | Total |
| Club               | Div.          | Temporada     | Part. | Goles | Part.            | Goles            | Part.                   | Goles                   | Part. | Goles |
| ------------------ | ------------- | ------------- | ----- | ----- | ---------------- | ---------------- | ----------------------- | ----------------------- | ----- | ----- |
| Palestino · Chile  | 1.ª           | 2021          | 3     | 0     | 6                | 0                | 2                       | 0                       | 11    | 0     |
| Palestino · Chile  | 1.ª           | 2022          | 1     | 1     | 0                | 0                | —                       | —                       | 1     | 1     |
| Palestino · Chile  | 1.ª           | 2023          | 10    | 0     | 0                | 0                | 5                       | 0                       | 15    | 0     |
| Palestino · Chile  | Total club    | Total club    | 14    | 1     | 6                | 0                | 7                       | 0                       | 27    | 1     |
| Huachipato · Chile | 1.ª           | 2024          | 0     | 0     | 0                | 0                | —                       | —                       | 0     | 0     |
| Huachipato · Chile | Total club    | Total club    | 0     | 0     | 0                | 0                | 0                       | 0                       | 0     | 0     |
| Total carrera      | Total carrera | Total carrera | 14    | 1     | 6                | 0                | 7                       | 0                       | 27    | 1     |
| 1. 2. 3.           |               |               |       |       |                  |                  |                         |                         |       |       |